# Maria Vinka
Maria Vinka verksam som formgivare åt Ikea sedan år 1995, bland annat känd för sin fotvärmare bestående av en kudde med två hål att trä in fötterna i. Maria Vinkas skapelser är huvudsakligen inom det textila området.
Vinka studerade vid Högskolan för design och konsthantverk i Göteborg 1992 till 1997.